# Thembinkosi Fanteni
Thembinkosi Fanteni (* 20. Februar 1984 in Kapstadt) ist ein ehemaliger südafrikanischer Fußballspieler.

## Karriere

### Nationalmannschaft
Fanteni, den sie in Südafrika „Terror“ rufen, kam 2005 vom unterklassigen Klub Mother City zum Erstligisten Ajax Cape Town. Höhepunkt seiner Zeit bei Ajax war der Gewinn des ABSA Cups 2007 gegen die Mamelodi Sundowns. Im Oktober 2007 unterschrieb der fleißige und mannschaftsdienliche Stürmer einen Vertrag mit dem israelischen Klub Maccabi Haifa und wechselte für 10 Millionen Rand nach Öffnung des Transferfensters im Januar 2008 zu seinem neuen Klub. Bei Haifa zeichnet sich Fanteni als regelmäßiger Torschütze aus und trug mit elf Saisontreffern zum Gewinn der israelische Meisterschaft 2009 bei. Bereits 2008 gewann er mit dem Team, bei dem auch sein Landsmann Tsepo Masilela spielt, den Ligapokal. Abt 2009 spielte Fanteni wieder in seiner Heimat. Für die Saison 2009/10 stand Fanteni bei den Orlando Pirates unter Vertrag. Ab Sommer 2010 spielte er für Ajax Cape Town.

### Karriere
Erstmals für die südafrikanische Nationalelf spielte der Angreifer im März 2007 in einem Freundschaftsspiel gegen Bolivien. Anfang 2008 gehörte er zum südafrikanischen Aufgebot bei der Afrikameisterschaft in Ghana, blieb bei seinen drei Turniereinsätzen aber ohne Treffer und schied mit dem Team bereits in der Vorrunde aus. Von Nationaltrainer Joel Santana wurde er in das Aufgebot für den Konföderationen-Pokal 2009 berufen und kam während des Turniers zu zwei Einsätzen.